# High School Rapper (1.ª temporada)
High School Rapper (hangul: 고등래퍼) também conhecido como School Rapper, é um programa de sobrevivência de hip-hop sul-coreano para estudantes do ensino médio. Produzido e exibido pelo canal de televisão sul-coreano Mnet, entre 10 de fevereiro e 31 de março de 2017,e apresentado por Jeong Jun-ha e Haha. Em março de 2017, foi anunciada pela Mnet a segunda temporada, intitulada High School Rapper 2.

## Visão geral
| Episódio | Data de transmissão     |
| -------- | ----------------------- |
| 1        | 10 de fevereiro de 2017 |
| 2        | 17 de fevereiro de 2017 |
| 3        | 24 de fevereiro de 2017 |
| 4        | 3 de março de 2017      |
| 5        | 10 de março de 2017     |
| 6        | 17 de março de 2017     |
| 7        | 24 de março de 2017     |
| 8        | 31 de março de 2017     |

### Mentores
- YDG
- Swings
- Deepflow
- Mad Clown
- Jessi
- Seo Chul-gu
- Giriboy

### Rodada preliminar – eventos
Do episódio 1 ao episódio 3, a rodada preliminar foi ao ar. Estudantes do ensino médio de 6 áreas participaram da rodada preliminar. Apenas 10 estudantes sobreviveram em cada área.
- Controvérsia sobre a personalidade do participante: Houve controvérsia sobre personalidade desde o primeiro episódio. Jang Yong-jun estava no centro da controvérsia. Jang Yong-jun recebeu elogios dos mentores por mostrar habilidades extraordinárias de rap, especialmente de Swings no episódio 1. No entanto, no dia seguinte, seu comportamento inadequado como estudante (prostituição e bebida) foi amplamente divulgado por todo o país pelos meios de comunicação. Além disso, sabendo que ele é filho do político Jang Jae-won, ele renunciou ao programa.
- Rapper do ensino fundamental Shin Yo-chan: Embora Shin Yo-chan tenha aparecido no episódio 3 por um curto período, ele é conhecido por ter causado uma forte impressão. De repente, ele apareceu no palco e disse: "Eu vim aqui para ver quais rappers estão correndo soltos nesta área". Ele tinha apenas 15 anos. Ele mostrou à platéia um rap engraçado e fez muitas pessoas rirem alto. Por fim, ele anunciou que participaria de outro programa de competição de rap "Show Me The Money 6" e muitas pessoas ficaram ansiosas para ver o avanço de suas habilidades de rap.
- Participação de Kim Dong-hyun e Mark Lee: A participação de Kim Dong-hyun e Mark Lee atraiu muito interesse antes mesmo do "High School Rapper" estar no ar. Conhecidos como artistas populares e não como rappers, as pessoas acharam interessante avaliar suas habilidades de rap na mesma condição com outros rappers. Algumas pessoas esperavam que suas habilidades fossem superestimadas por causa da popularidade. No entanto, os dois sobreviveram na fase preliminar.

## Participantes
- O participante alcançou a competição regional
- O participante chegou à rodada final

| N° | Seoul – Gangdong | Seoul – Gangseo | Leste de Gyeongin | Oeste de Gyeongin | Gwangju – Jeolla  | Busan – Gyeongsang |
| -- | ---------------- | --------------- | ----------------- | ----------------- | ----------------- | ------------------ |
| 1  | Kim Sun-jae      | Yang Hong-won   | Choi Ha-min       | Kim Kyu-heon      | Choi Seo-hyun     | Jo Won-woo         |
| 2  | Jo Min-wook      | Kim Yoon-ho     | Kim Kang-woo      | Shin Sang-ik      | Hwang In-woong    | Park Ka-ram        |
| 3  | Bang Jae-min     | Park Hee-chan   | Yoon Byung-ho     | Oh Dam-ryul       | Park Sung-gon     | Lee Dong-min       |
| 4  | Jang Yong-jun    | Shin Sang-ho    | Hwang Hyun-woo    | Park Go-hoon      | Kim Woo-hyun      | Woo Sang-woo       |
| 5  | Lee Ji-eun       | Han Ji-suk      | Lee Soo-rin       | Kim Tae-yeob      | Lee Sin-haeng     | Hwang Hye-jung     |
| 6  | Johny Kwony      | Mark Lee        | Choi Suk-hyun     | Kim Dong-hyun     | Park Min          | Sung Yong-hyun     |
| 7  | Kim Sang-min     | Kim Jong-bum    | Kim Ha-on         | Kim Hye-jung      | Choi Yi-seung-woo | Kim Jae-yeon       |
| 7  | Kim Sang-min     | Kim Jong-bum    | Kim Ha-on         | Kim Hye-jung      | Choi Yi-seung-woo | Lee Hyun-woo       |
| 8  | Kim Sun-woo      | Lee Seung-pyo   | Choi Shin-hyun    | Oh Dong-hwan      | Lee Ki-hoon       | Jung In-seol       |
| 9  | Park Uh-jin      | Kang Seung-wan  | Kim Mi-jung       | Kim Chan-soo      | Kim Joon          | Park Sang-bum      |

### Batalha em grupo
Logo após a rodada preliminar, a missão de batalha em grupo foi dada a alguns competidores. Os participantes de cada área competiram com cada aluno que recebeu a mesma nota de outras áreas. Os participantes que conquistaram o primeiro, terceiro e sexto lugar devem competir nas batalhas em grupo. Os participantes devem criar letras no local e mostrar seu rap com a batida que os mentores oferecem.

#### Batalha em grupo do primeiro lugar
- Participantes: Kim Sun-jae, Yang Hong-won, Choi Ha-min, Kim Kyu-heon, Choi Seo-hyun, Jo Won-woo
- Batida: Kid ink-Be real, desiigner – panda
- Vencedor: Choi Ha-min

#### Batalha em grupo do terceiro lugar
- Participantes: Bang Jae-min, Park Hee-chan, Yoon Byung-ho, Oh Dam-ryul, Park Sung-gon, Lee Dong-min
- Batida: Fetty wap-679
- Vencedor: Oh Dam-ryul

#### Batalha em grupo do sexto lugar
- Participantes: Johny Kwony, Mark Lee, Choi Suk-hyun, Kim Dong-hyun, Park Min, Sung Yong-hyun
- Batida: DJ Bob&Fabobeatz ft B-Will- Twerk 4 IT, The Notorious B.I.G – Hypnotize
- Vencedor: Choi Suk-hyun

### Batalha 1 vs 1
No episódio 7 do High School Rapper, a batalha 1 vs 1 foi ao ar. 100 pessoas votaram em um rapper que perdeu a batalha para retornar à competição.
| A             | Resultado | B            |
| ------------- | --------- | ------------ |
| Kim Kyu-heon  | 81:19     | Jung In-seol |
| Mark Lee      | 57:43     | Bang Jae-min |
| Kim Sun-jae   | 53:47     | Kim Yoon-ho  |
| Kim Tae-yeob  | 11:89     | Jo Won-woo   |
| Kim Dong-hyun | 31:69     | Lee Dong-min |
| Yang Hong-won | 56:44     | Choi Ha-min  |

### Final
- Vencedor: Yang Hong-won (Young B)[3]
- Vice-campeões:

1. Choi Ha-min (Osshun Gum)
2. Jo Won-woo (H2ADIN)
3. Kim Sun-jae
4. Lee Dong-min (RAPTO)
5. Kim Kyu-heon
6. Mark Lee

## Discografia

### Competição regional
| Highschool Rapper Regional Competition, Pt. 1 |                            |                                                                                |         |  |
| N.º                                           | Título                     | Artistas                                                                       | Duração |  |
| 1.                                            | "Seoul Caliber" (서울구경) | Deepflow, Jo Won-woo (H2ADIN), Jung In-seol (JISSCLASS) & Lee Dong-min (RAPTO) | 3:00    |  |
| 2.                                            | "Jinttobaegi" (진또배기)   | YDG, Choi Seo-hyun (CHOI), Hwang In-woong (YoungW), Lee Ki-hoon (EVIL)         | 03:20   |  |
| Duração total:                                | Duração total:             | Duração total:                                                                 | 06:20   |  |

| Highschool Rapper Regional Competition, Pt. 2 |                |                                                         |         |  |
| N.º                                           | Título         | Artistas                                                | Duração |  |
| 1.                                            | "I'm Good"     | Jessi & Kim Dong-hyun (MC Gree)                         | 03:00   |  |
| 2.                                            | "Bully"        | Mad Clown & Kim Sun-jae                                 | 03:34   |  |
| 3.                                            | "Bunzi"        | Giriboy, Seo Chul-gu (Xitsuh) & Yang Hong-won (Young B) | 03:50   |  |
| 4.                                            | "Naw Mean"     | Swings & Choi Ha-min (Osshun Gum)                       | 03:40   |  |
| Duração total:                                | Duração total: | Duração total:                                          | 14:04   |  |

### Final
| Highschool Rapper FINAL |                      |                                                |         |  |
| N.º                     | Título               | Artistas                                       | Duração |  |
| 1.                      | "The Boy with Glory" | Lee Dong-min (RAPTO) feat. Don Mills & G2      | 03:44   |  |
| 2.                      | "Bell" (종)          | Kim Sun-jae feat. Hyolyn                       | 03:28   |  |
| 3.                      | "Star"               | Kim Kyu-heon feat. Jessi & Babylon             | 04:19   |  |
| 4.                      | "Drop" (두고가)      | Mark feat. Seulgi                              | 02:57   |  |
| 5.                      | "Come for you"       | Choi Ha-min (Osshun Gum) feat. Homeboy & FNRL  | 03:51   |  |
| 6.                      | "Home" (집)          | Jo Won-woo (H2ADIN) feat. Samuel Seo & Nucksal | 03:02   |  |
| 7.                      | "Better Man"         | Yang Hong-won (Young B) feat. Crucial Star     | 04:06   |  |
| 8.                      | "Rhyme Travel"       | Yang Hong-won (Young B) feat. Tiger JK         | 03:43   |  |
| Duração total:          | Duração total:       | Duração total:                                 | 29:10   |  |

### Posições nas paradas
| Título                                                                                       | Melhores posições | Vendas          | Álbum                                         |
| Título                                                                                       | KOR Gaon          | Vendas          | Álbum                                         |
| -------------------------------------------------------------------------------------------- | ----------------- | --------------- | --------------------------------------------- |
| "Bunzi" (Giriboy, Xitsuh & Young B)                                                          | 28                | - KOR: 135,486+ | Highschool Rapper Regional Competition, Pt. 2 |
| "Come for you" (Osshun Gum feat. HOMEBOY & FNRL.)                                            | 10                | - KOR: 205,837+ | Highschool Rapper FINAL                       |
| "종 (Bell)" (Kim Sun-jae feat. Hyolyn)                                                       | 28                | - KOR: 93,832   | Highschool Rapper FINAL                       |
| "두고가 (Drop)" (Mark feat. Seulgi)                                                          | 93                | - KOR: 46,443   | Highschool Rapper FINAL                       |
| "Better man" (Young B feat. Crucial Star)                                                    | 52                | - KOR: 54,701   | Highschool Rapper FINAL                       |
| "집 (Home)" (H2ADIN feat. Samuel Seo & Nucksal)                                              | —                 | - KOR: 16,905   | Highschool Rapper FINAL                       |
| "Rhyme Travel" (Young B feat. Tiger JK)                                                      | —                 | - KOR: 19,114   | Highschool Rapper FINAL                       |
| "—" indica lançamentos que não figuraram nas paradas ou que não foram lançados nessa região. |                   |                 |                                               |